# Alejandro Morera Soto
Alejandro Morera Soto (Alajuela, 14 de juliol de 1909 - 26 de març de 1995) fou un futbolista costa-riqueny dels anys 1930.

## Trajectòria
El seu principal club fou la Liga Deportiva Alajuelense de Costa Rica, club on es formà i jugà durant diverses etapes. Fou considerat un dels jugadors de futbol amb més talent del seu país. Fou un davanter ràpid i talentós, conegut a Mèxic com el "mag de la pilota" o el "fenomen costa-riqueny" quan arribà a Barcelona.
El 1925, a l'edat de 16 anys, debutà amb la LD Alajuelense de la primera divisió de Costa Rica. Aviat es convertí en un futbolista destacat, fet que li obrí les portes del futbol estranger, primer a Cuba, al Centro Gallego (1927) i posteriorment a Catalunya, als anys 30. El 1928 guanyà amb la LD Alajuelense el seu primer campionat nacional, marcant quatre gols en el darrer partit davant el CS Herediano, essent també màxim golejador del campionat amb 26 gols. Realitzà gires amb el seu equip per Mèxic (1931) i Perú (1932), on va rebre notables elogis.
El febrer de 1933 fou convidat pel també costa-riqueny Ricardo Saprissa a provar amb el RCD Espanyol. Finalment l'Espanyol rebutjà contractar-lo però el FC Barcelona decidí oferir-li un contracte de tres anys. Debutà amb el Barcelona el 30 de maig de 1933 enfront del CD Tenerife, marcant dos gols en la victòria per 4 a 2.
Un dels seus gols més recordats fou el que li marcà el novembre de 1933 al porter del Reial Madrid Ricard Zamora, considerat un dels millors porters d'Europa, en un partit que acabà amb derrota per 2 a 1. La temporada 1933-34 fou la més destacada per a Morera, disputant 41 partits i marcant 43 gols. La temporada 1934-35 marcà 12 gols en 24 partits. Guanyà el campionat de Catalunya de 1934. En total disputà 76 partits i marcà 63 gols amb el club barceloní. El 1935 fou traspassat a l'Hèrcules CF.
Els darrers anys jugà amb el Le Havre AC, retornant de nou a la LD Alajuelense, on guanyà de nou el campionat nacional el 1939, el 1941 i el 1945. El seu darrer partit fou el 6 d'abril de 1947. Posteriorment fou entrenador fins al març de 1949.
Fou internacional amb la selecció de Costa Rica. També jugà dos partits amb la selecció catalana de futbol enfront de la selecció del Brasil, marcant en els dos partits.
Un cop retirat del món de l'esport fou votat membre de la cambra legislativa del país en representació de la seva província d'Alajuela (1958-1962), on més tard fou Alcalde i Governador (1966-1970).
L'estadi del club LD Alajuelense duu el seu nom.

## Palmarès
FC Barcelona
- Campionat de Catalunya: 1934

LD Alajuelense
- Lliga costa-riquenya de futbol: 1928, 1939, 1945
- Copa de Costa Rica: 1926, 1937, 1944

DC Gallego
- Copa Armada: 1928

Costa Rica
- Jocs Centroamericanos i del Carib: Medalla de Plata, 1938